# Amanita antillana
Amanita antillana é um fungo que pertence ao gênero de cogumelos Amanita na ordem Agaricales. Foi descrito cientificamente pela primeira vez em 1952 por Dennis.